# 20 Monocerotis
20 Monocerotis (20 Mon / HD 54810 / HR 2701) es una estrella en la constelación de Monoceros —el unicornio— de magnitud aparente +4,92. Se encuentra a 211 años luz del sistema solar.
20 Monocerotis es una gigante naranja de tipo espectral K0III con una temperatura efectiva ligeramente superior a 4700 K.
Tiene un diámetro 12 veces más grande que el del Sol, semejante al de otras gigantes naranjas más conocidas como Pólux (β Geminorum) o Menkent (θ Centauri).
Brilla con una luminosidad 62 veces mayor que la luminosidad solar y tiene una masa estimada de 2,1 masas solares.
No existe unanimidad en cuanto a su edad; mientras que para un estudio es una estrella con una antigüedad superior a los 6000 millones de años, otro reduce drásticamente esta cifra a menos de 1000 millones de años.
20 Monocerotis es una estrella de baja metalicidad; su abundancia relativa de hierro es un tercio de la que tiene el Sol ([Fe/H] = -0,47).
Este empobrecimiento es patente en la mayor parte de los elementos, entre ellos itrio, bario, lantano y cerio; otros elementos tales como praseodimio, neodimio y sobre todo europio, aun siendo menos abundantes que en el Sol, muestran contenidos relativamente más elevados.